# Blocco degli invalidi di Dachau
Il blocco degli invalidi del campo di concentramento di Dachau era il blocco dei prigionieri malati e dei classificati come non idonei al lavoro, costruito gradualmente a partire dal 1937. Il termine "invalido" era usato dalle SS nei campi di concentramento per indicare il prigioniero che non guariva dalla malattia e quindi non era in grado di tornare al lavoro entro tre mesi.

## Contesto storico
Nel 1933 il campo di Dachau fu costituito partendo dagli edifici di una ex fabbrica di munizioni. Con il successivo ampliamento si aggiunsero 34 baracche. Sotto il comandante Loritz ogni baracca prese il nome di "blocco". Così come gli ecclesiastici venivano raggruppati nel cosiddetto blocco dei sacerdoti, le SS iniziarono a raggruppare anche i prigionieri invalidi. Il numero dei blocchi dedicato agli invalidi era variabile, ad esempio il blocco n. 20, il n. 27 e anche il n. 29.
Soprattutto nell'ultimo periodo di attività del campo, nei blocchi degli invalidi c'erano molti prigionieri gravemente malati con ferite incancrenite e senza assistenza medica. Molti vi erano stati trasferiti dall'infermeria per alleggerire l'ospedale militare. Le SS non potevano sfruttare i malati gravi per il lavoro forzato, motivo per cui venivano definiti "mangiatori inutili" e pertanto ricevevano una razione di cibo inferiore a quella dei prigionieri che lavoravano. Molti morirono per malnutrizione e sfinimento, altri furono uccisi con iniezioni di fenolo.

## Trasporti degli invalidi

### Destinazione Hartheim
Dopo l'inizio della Sonderbehandlung 14f13 nel 1941, le SS trasferirono al centro di sterminio di Hartheim numerosi detenuti selezionati nei blocchi degli invalidi, in infermeria, nei blocchi dei sacerdoti, alcuni distaccamenti di lavoro e alcuni "non assegnati". L'impegno burocratico fu enorme; di conseguenza, dopo la prima selezione avvenuta il 3 settembre 1941, i primi trasporti partirono a gennaio 1942: due camion portavano i prigionieri ad Hartheim una o due volte alla settimana. La sera prima del trasporto i reclusi venivano trasferiti nel blocco degli invalidi, radunati nel bagno e lasciati a dormire sul pavimento o sulle barelle con cui erano stati trasportati. Il prigioniero Carl, Kapo della camera di vestizione, li faceva vestire con le tute a righe del campo: riferì che di solito due o tre morivano già nel bagno ed ipotizzò che durante l'inverno si verificassero altre morti per congelamento sul camion.
I primi trasporti di invalidi avvennero in quattro riprese:
- Dal 15 gennaio 1942 al 3 marzo 1942, 15 trasporti per un totale di 1.452 prigionieri. Si può supporre che tra il momento della selezione nel settembre 1941 e il momento del trasporto alcuni detenuti gravemente malati fossero già morti, il che significa che il numero dei selezionati era originariamente più alto. Una lettera di Mennecke del 3 settembre 1941 parla di 2.000 detenuti da scegliere.
- Dopo un'interruzione di due mesi, la seconda fase ebbe luogo tra il 4 maggio e il 6 giugno (561 invalidi).
- Dopo altri due mesi, durante la terza fase furono deportati 181 prigionieri in due trasporti (il 10 e il 12 agosto).
- Ci fu un'altra pausa di circa due mesi. La quarta fase ebbe luogo dal 7 ottobre al 14 ottobre 1942: furono deportati 330 prigionieri in tre trasporti.

Ai 2.524 prigionieri trasportati ad Hartheim in queste quattro occasioni se ne aggiunsero altri 150 il 9 novembre.
In conformità con un'istruzione del Reichsführer-SS Himmler, la circolare del 27 aprile 1943 stabilì che solo i "malati di mente" dovevano essere tenuti separati. I prigionieri costretti a letto, ad esempio i malati di tubercolosi, dovevano svolgere i lavori che potevano essere eseguiti rimanendo a letto, cosa che però non avvenne nel campo di Dachau: la circolare faceva riferimento alla richiesta di Hitler di avere il maggior numero possibile di prigionieri impiegati nella produzione di armamenti, mettendo così fine alla vera e propria Aktion 14f13.

### Ulteriori selezioni

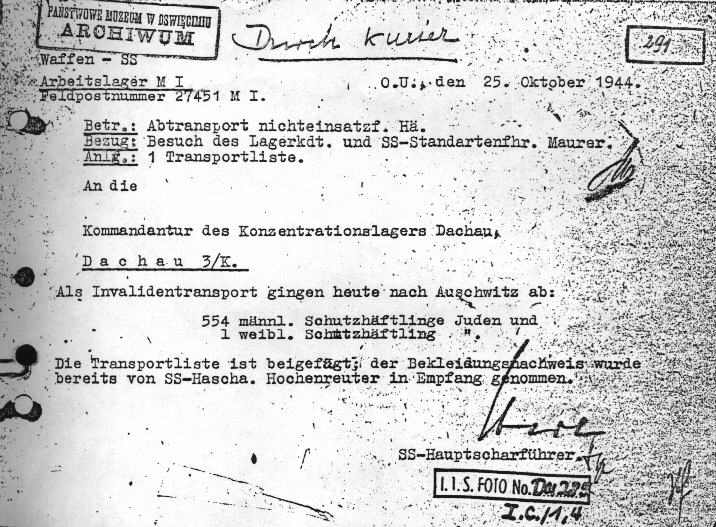
Elenco dei cosiddetti "trasporti di invalidi".

Il programma di uccisioni continuò comunque anche dopo la fine dell'Aktion 14f13, seppur in modo semplificato: tre o quattro volte all'anno i medici del campo di Dachau separavano i pazienti che si trovavano in infermeria, che necessitavano di cure e che non erano idonei a tornare ai lavori forzati nell'immediato. Questi prigionieri venivano trasferiti nel blocco degli invalidi, dove molti morivano di malattia o di fame.
Il 3 gennaio 1944 1.000 invalidi furono deportati da Dachau a Majdanek. Il trasporto arrivò il 6 gennaio con 29 persone già morte. Passarono la prima notte dormendo sul pavimento di cemento della sala docce del campo, non riscaldata, e quella notte ne morirono altre 27. Almeno 469 prigionieri persero la vita nei tre mesi successivi. Durante questo periodo furono portati a Majdanek anche gli invalidi degli altri campi, circa 18.000 in tutto.
Ci furono anche trasporti dai sottocampi di Dachau. Dopo essersi consumati fisicamente con il lavoro forzato, i prigionieri malati o inabili al lavoro venivano inviati alle camere a gas:
- nel luglio 1944 furono trasferiti da Kaufering al campo principale di Dachau e da lì ad Auschwitz 131 bambini ebrei "non idonei al lavoro". Circa 70 di loro furono gasati dopo la selezione[8].
- il 25 settembre 1944 Erika Flocken dell'Organizzazione Todt selezionò 280 prigionieri ebrei invalidi dal complesso di Mühldorf[9].
- il 9 ottobre 1944 277 uomini e 5 donne ebrei furono deportati da Kaufering. Il loro arrivo non fu registrato ad Auschwitz, per cui si può concludere che furono subito inviati alla camera a gas[10].
- il 25 ottobre 1944 ci fu un trasporto di 555 prigionieri da Mühldorf ad Auschwitz.
- il 31 ottobre 1944 ci fu un trasporto di 1.020 prigionieri da Kaufering ad Auschwitz[11].

A causa dell'avvicinarsi del fronte per l'avanzata degli Alleati, nel novembre 1944 le camere a gas di Auschwitz furono chiuse. Il campo di concentramento di Bergen-Belsen si occupò quindi dello sterminio degli invalidi e fu denominato dalle SS "campo di ricreazione". Il 21 dicembre 1944 un trasporto vi portò 1.400 prigionieri da Dachau.

## Propaganda nazista
Per evitare rivolte, le SS dicevano che i malati sarebbero stati trasportati in un campo migliore. Inizialmente i prigionieri credevano alle affermazioni delle SS secondo cui esisteva un campo di ricreazione o un campo con condizioni di vita meno dure, e molti si offrivano volontari. Ma i detenuti che lavoravano nel reparto abbigliamento notarono che gli abiti degli invalidi venivano rispediti al campo: in questo modo si seppe che in realtà venivano uccisi e si scoprì quello che probabilmente aspettava coloro che venivano trasferiti nel blocco degli invalidi.